# Castelflorite
Castelflorite (aragónul Castiflorit) település Spanyolországban, Huesca tartományban. Castelflorite Sariñena, Peralta de Alcofea, San Miguel del Cinca, Alcolea de Cinca és Villanueva de Sigena községekkel határos. Lakosainak száma 103 fő (2024).

## Népesség
A település népessége az utóbbi években az alábbiak szerint változott:
| Lakosok száma | 144  | 128  | 131  | 136  | 128  | 123  | 114  | 106  | 103  | 103  |
|               | 2001 | 2004 | 2006 | 2009 | 2011 | 2014 | 2016 | 2019 | 2021 | 2024 |